# Bathanthidium
Bathanthidium är ett släkte av bin. Bathanthidium ingår i familjen buksamlarbin.
Kladogram enligt Catalogue of Life:
| Bathanthidium | \| \| Bathanthidium atriceps \| \| \| \| \| \| Bathanthidium bifoveolatum \| \| \| \| \| \| Bathanthidium binghami \| \| \| \| \| \| Bathanthidium circinatum \| \| \| \| \| \| Bathanthidium emeiense \| \| \| \| \| \| Bathanthidium malaisei \| \| \| \| \| \| Bathanthidium sibiricum \| \| \| \| |
|               | \| \| Bathanthidium atriceps \| \| \| \| \| \| Bathanthidium bifoveolatum \| \| \| \| \| \| Bathanthidium binghami \| \| \| \| \| \| Bathanthidium circinatum \| \| \| \| \| \| Bathanthidium emeiense \| \| \| \| \| \| Bathanthidium malaisei \| \| \| \| \| \| Bathanthidium sibiricum \| \| \| \| |
|               | Bathanthidium atriceps |
|               | |
|               | Bathanthidium bifoveolatum |
|               | |
|               | Bathanthidium binghami |
|               | |
|               | Bathanthidium circinatum |
|               | |
|               | Bathanthidium emeiense |
|               | |
|               | Bathanthidium malaisei |
|               | |
|               | Bathanthidium sibiricum |
|               | |